# Georgie Henley
Georgina Helen Henley (Ilkley (West Yorkshire), 9 juli 1995) is een Brits actrice, die bekend werd door haar rol als Lucy Pevensie in The Chronicles of Narnia: The Lion, the Witch and the Wardrobe uit 2005.

## Biografie
Henley's ouders zijn Mike en Helen, en ze heeft twee oudere zussen, Rachael en Laura. (Haar zus Rachael speelde de rol van "Oudere Lucy" aan het einde van de eerste Narnia film.)
Henley groeit op in Ilkley, West Yorkshire. Ze ging naar Bradford Grammar School. Ze maakt deel uit van de Ilkley Upstagers Theater Group. Tijdens het filmen van The Chronicles of Narnia: The Lion, the Witch and the Wardrobe schreef Henley twee boeken, The Snow Stag en A Pillar of Secrets.

## Nominaties
- 2006 Critics' Choice Awards voor Best Young Actress (voor The Chronicles of Narnia: The Lion, the Witch and the Wardrobe - Genomineerd
- 2006 Chicago Film Critics Association Awards voor Most Promising Performer (voor The Chronicles of Narnia: The Lion, the Witch and the Wardrobe - Genomineerd
- 2006 Empire Awards voor Best Newcomer (voor The Chronicles of Narnia: The Lion, the Witch and the Wardrobe - Genomineerd
- 2006 Online Film Critics Society Awards Best Breakthrough Performance (voor The Chronicles of Narnia: The Lion, the Witch and the Wardrobe - Genomineerd

## Prijzen
- 2006 - Phoenix Film Critics Awards voor Best Performance by a Youth in a Lead or Supporting Role - Female (voor The Chronicles of Narnia: The Lion, the Witch and the Wardrobe) - Gewonnen
- 2006 - Young Artist Awards voor Best Performance in a Feature Film - Young Actress Age Ten or Younger (voor The Chronicles of Narnia: The Lion, the Witch and the Wardrobe) - Gewonnen
- 2008 - UK Kids Choice Awards voor Kids Choice Film Actress (voor The Chronicles of Narnia: Prince Caspian) - Gewonnen